# Nicole Krauss
Nicole Krauss (n. 1974) este o scriitoare americană, autoare a romanelor Un bărbat intră în cameră (Man Walks Into a Room) (2002) și The History of Love (2005), tradus în limba română sub denumirea Istoria iubirii (2007).